# Holmeț, Ujhorod
Holmeț (în ucraineană Холмець) este o comună în raionul Ujhorod, regiunea Transcarpatia, Ucraina, formată numai din satul de reședință.

## Demografie
Componența lingvistică a comunei Holmeț
     Maghiară (51,05%)
     Ucraineană (47,95%)
     Alte limbi (0,78%)
Conform recensământului din 2001, majoritatea populației comunei Holmți era vorbitoare de maghiară (51,05%), existând în minoritate și vorbitori de ucraineană (47,95%).